# Fullcap

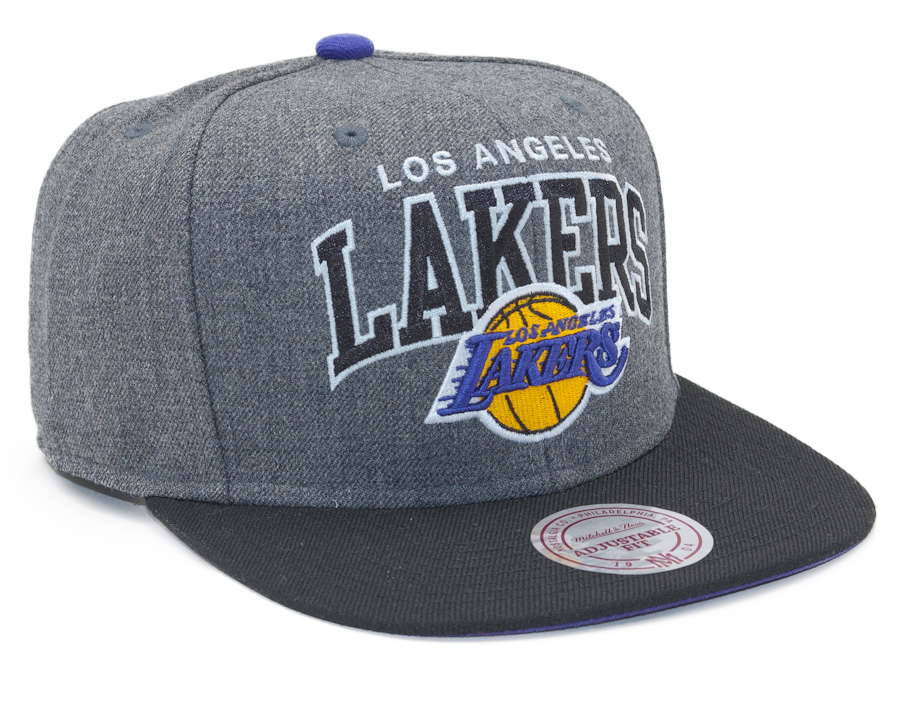
Fullcap z logiem Los Angeles Lakers

Fullcap (inna pisownia: full cap) – czapka podobna do bejsbolówki, lecz z płaskim daszkiem i bez regulacji rozmiaru.
Nazwa fullcap jest popularna w Polsce, choć w krajach anglojęzycznych tego typu czapki nazywa się po prostu flat-brimmed hat, czyli czapka z płaskim daszkiem lub fitted cap, czyli dopasowana czapka.

## Charakterystyka

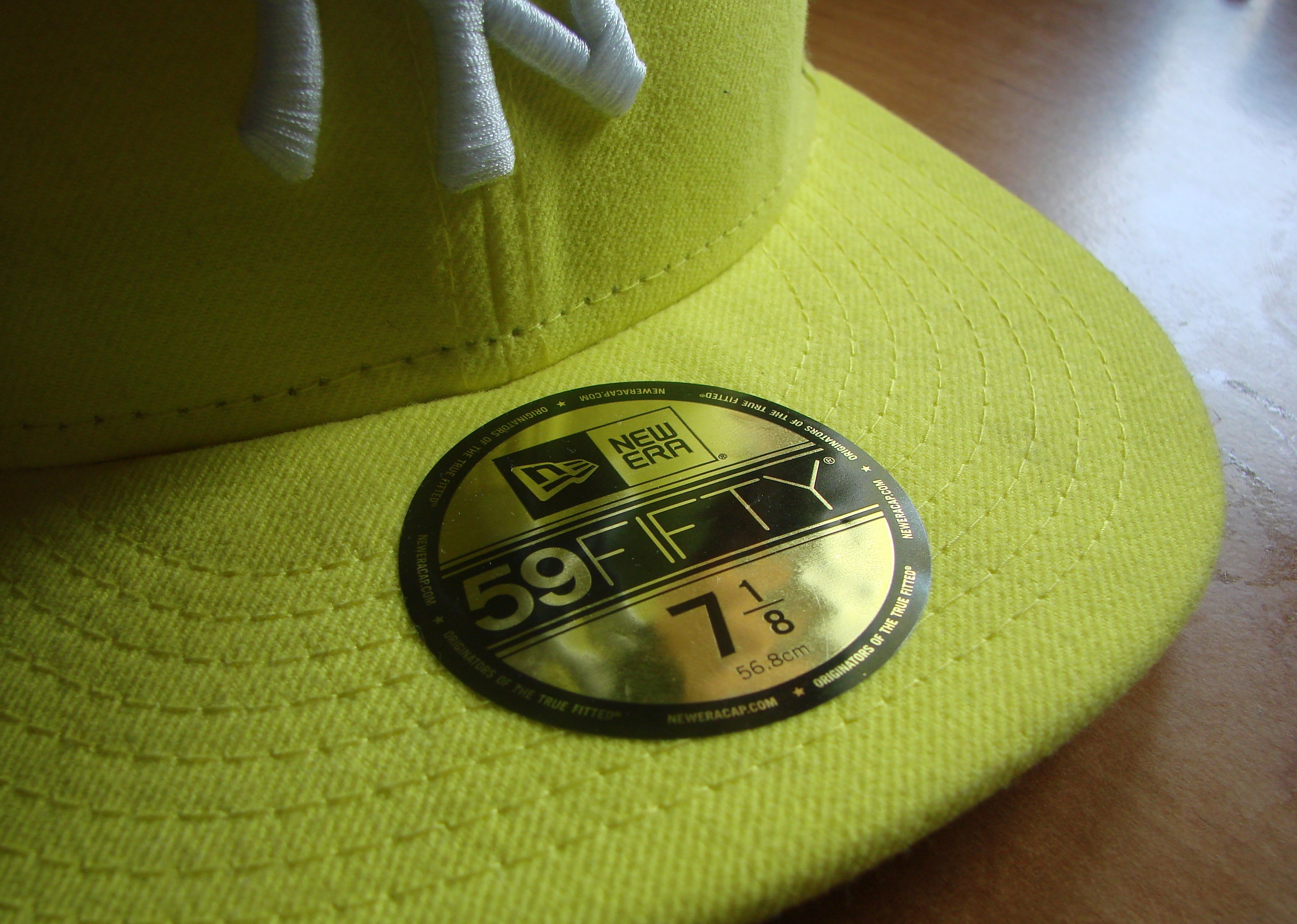
Naklejka na daszku fullcapu

Fullcapu nie należy mylić z czapką typu snapback. Główną różnicą jest to, że snapback ma z tyłu zapięcie umożliwiające regulację rozmiaru oraz półokrągłe wycięcie nad szyją, co jest przydatne dla osób z długimi włosami. Fullcap takiej regulacji nie posiada i wybierając czapkę trzeba dobrać odpowiedni rozmiar. Daszki fullcapów są też zwykle nieco bardziej zaokrąglone.

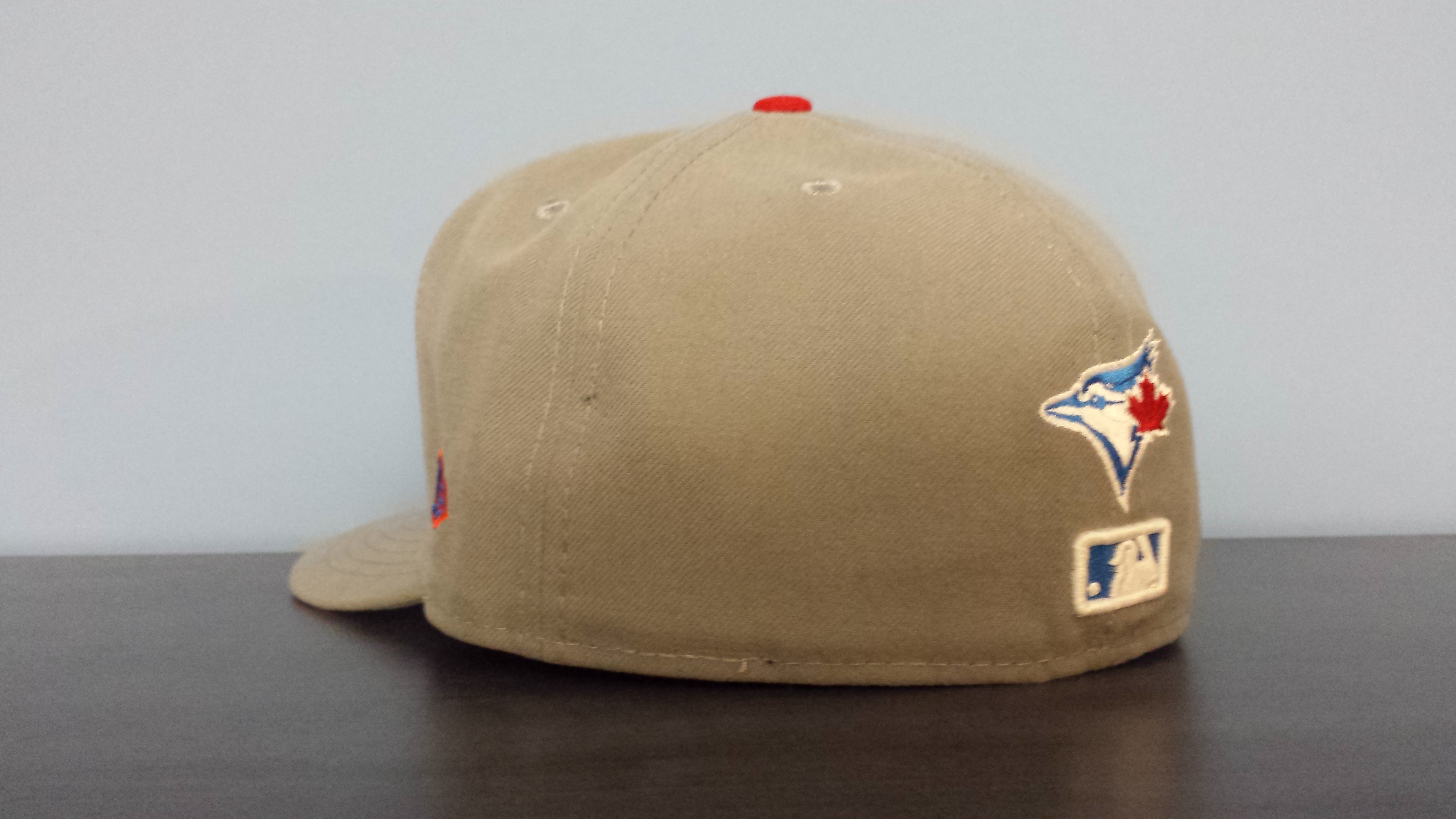
Tył czapki typu fullcap
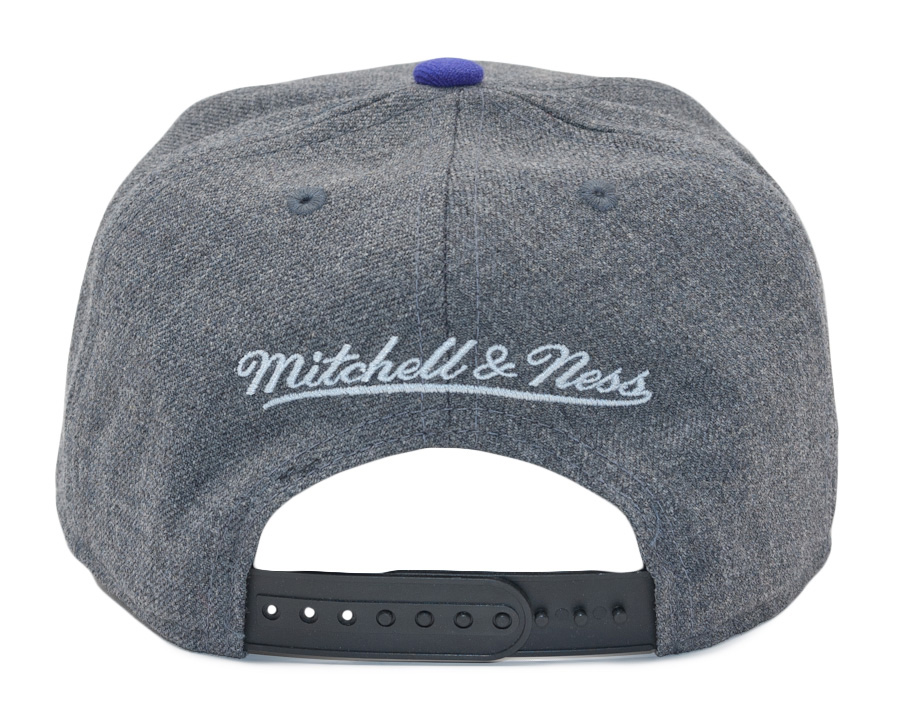
Tył czapki typu snapback

Innym charakterystycznym elementem fullcapów i snapbacków są naklejki hologramowe lub odblaskowe na daszkach, których nie da się ponownie przykleić po odklejeniu. Wiele osób uważa, że nie powinno się ich usuwać, ponieważ świadczą one o oryginalności czapki. Jednak z drugiej strony można też spotkać głosy, że noszenie czapki z nieodklejonymi naklejkami jest oznaką złego smaku i wywyższania się.

## Historia

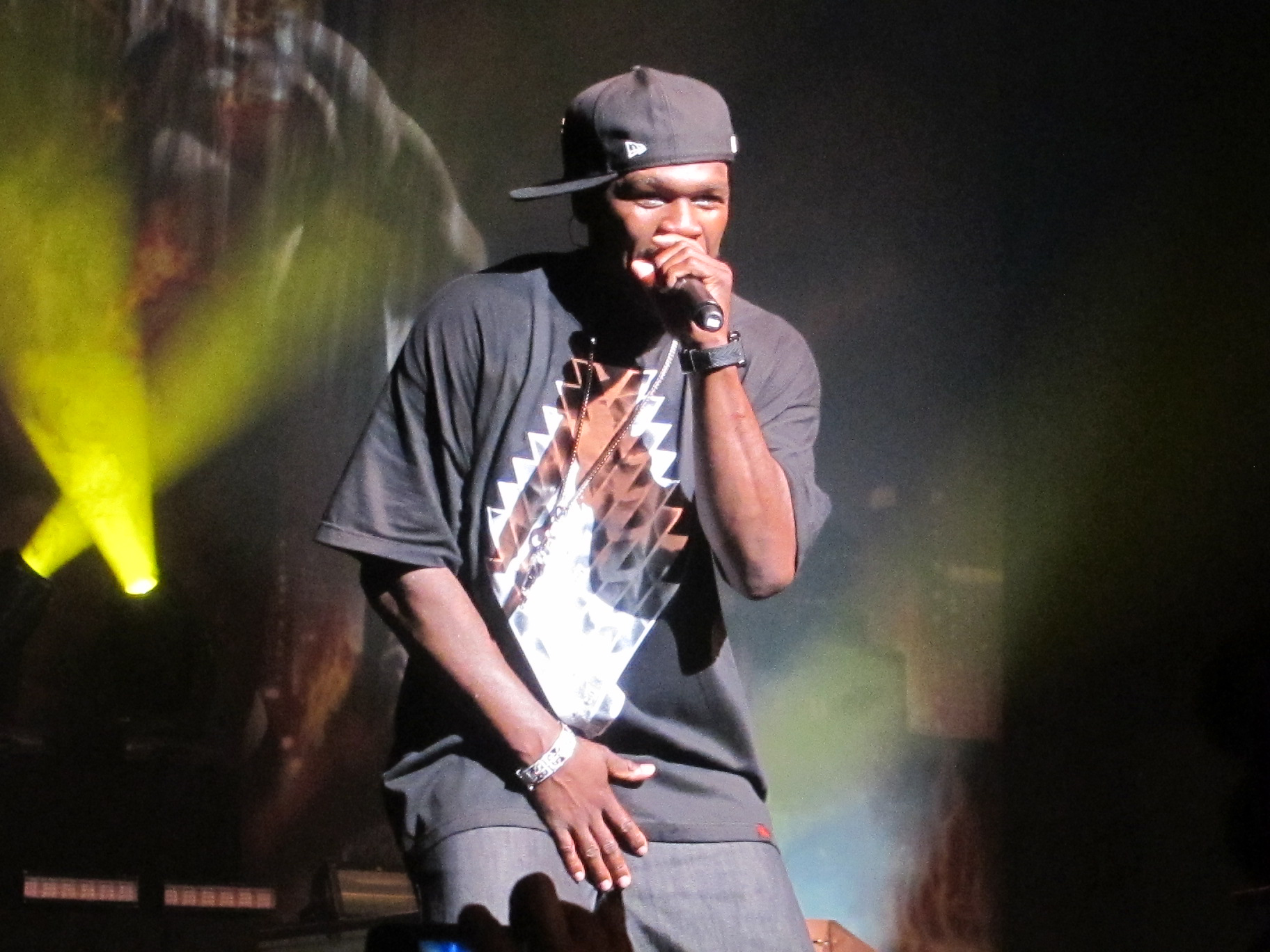
Raper 50 Cent w fullcapie New Era

W 1954 roku firma New Era Cap Company wprowadziła nowy model czapki dla baseballistów, nazwany 59Fifty. W sprzedaży czapki te pojawiły się jednak nie wcześniej niż w 1978. Miały one płaski daszek, który mógł być zginany. Większość osób zginała daszek zaraz po kupieniu czapki. Uważa się, że modę na prosty daszek mogli wprowadzić dilerzy narkotyków, którzy chcieli się wyróżniać swoim wyglądem. W latach 90. XX wieku modę tę przejęli od nich raperzy, zwłaszcza ci związani z gatunkiem z gangsta rap. To właśnie raperzy w dużej mierze spopularyzowali fullcapy.